# Siarhiej Kascicyn
Siarhiej Alehawicz Kascicyn (błr. Сяргей Алегавіч Касціцын, ros. Сергей Олегович Костицын – Siergiej Olegowicz Kosticyn; ur. 20 marca 1987 w Nowopołocku) – białoruski hokeista, reprezentant Białorusi, olimpijczyk.
Jego brat Andrej (ur. 1985) także został hokeistą. Obaj zostali wybrani w drafcie NHL przez kanadyjski klub Montreal Canadiens, wspólnie występowali w jego barwach oraz w ekipie farmerskiej Hamilton Bulldogs, ponadto byli równocześnie zawodnikami amerykańskiego zespołu Nashville Predators (w 2012), a w 2015 grali wspólnie w barwach rosyjskiej drużyny Torpedo Niżny Nowogród.

## Kariera
- HK Homel (2002-2005)
- London Knights (2005-2007)
- Hamilton Bulldogs (2007-2009)
- Montreal Canadiens (2007-2010)
- Nashville Predators (2010-2013)
- Awangard Omsk (2012-2013, 2013-2014)
- Ak Bars Kazań (2014-2015)
- Torpedo Niżny Nowogród (2015-2016)
- Dynama Mińsk (2016-2017)
- Torpedo Niżny Nowogród (2017-2018)
- Dynama Mińsk (2018-2019)
- Bratislava Capitals (2021)
- HK Szachcior Soligorsk (2021)
- HSC Csíkszereda (2021)
- Sokił Kijów (2021-2022)
- Mietałłurg Żłobin (2022-)

Wychowanek Polimiru Nowopołock. W drafcie NHL z 2005 wybrany przez kanadyjski klub Montreal Canadiens, w którym występował od sezonu NHL (2007/2008). W czerwcu 2010 roku podpisał kontrakt z amerykańskim klubem Nashville Predators. W lipcu 2012 przedłużył kontrakt z klubem do dwa lata. Od października 2012 do stycznia 2013 na okres lokautu w sezonie NHL (2012/2013) związany kontraktem z rosyjskim klubem Awangard Omsk. Następnie rozegrał skrócony sezony NHL 2012/2013. W czerwcu 2013 porozumiał się z Awangardem w sprawie kontraktu. Od czerwca 2014 zawodnik Ak Barsu Kazań (w toku wymiany za Konstantina Barulina). Odszedł z klubu w maju 2015. Od lipca 2015 zawodnik Torpedo Niżny Nowogród, związany dwuletnim kontraktem. Odszedł z klubu w czerwcu 2016. Od sierpnia 2016 zawodnik Dynama Mińsk. Od maja 2017 ponownie zawodnik Torpedo. Od maja 2018 ponownie zawodnik Dynama Mińsk. W styczniu 2021 został zawodnikiem słowackiego klubu Bratislava Capitals. Na przełomie lipca i sierpnia 2021 wraz z bratem Siarhiejem byli zawodnikami białoruskiego Szachciora Soligorsk, występując w tym czasie w rozgrywkach Pucharu Rusłana Saleja. We wrześniu 2021 dołączył do rumuńskiej drużyny HSC Csíkszereda. W następnym miesiącu został zwolniony stamtąd. W grudniu 2021 został zawodnikiem macierzystego Sokiłu Kijów. W lipcu 2022 przeszedł do Mietałłurga Żłobin.
Uczestniczył w turniejach mistrzostw świata w 2008, 2012, 2014, 2015, 2016, 2017, 2021 oraz zimowych igrzysk olimpijskich 2010.

## Sukcesy
- Brązowy medal mistrzostw Białorusi: 2004 z HK Homel
- Puchar Białorusi: 2004 z HK Homel
- Drugie miejsce we Wschodnioeuropejskiej Lidze Hokejowej: 2003, 2004 z HK Homel
- Drugie miejsce w Pucharze Kontynentalnym: 2004 z HK Homel
- Wayne Gretzky Trophy: 2006 z London Knights
- Hamilton Spectator Trophy: 2006, 2007 z London Knights
- Holody Trophy: 2006, 2007 z London Knights
- Mistrzostwo dywizji NHL: 2008 z Montreal Canadiens
- Puchar Nadziei: 2014 z Awangardem Omsk
- Srebrny medal mistrzostw Rosji: 2015 z Ak Barsem Kazań
- Finał KHL o Puchar Gagarina: 2015 z Ak Barsem Kazań

Indywidualne
- OHL 2005/2006:
  - Pierwsze miejsce w klasyfikacji asystentów wśród debiutantów: 52 asysty
  - Pierwsze miejsce w klasyfikacji kanadyjskiej wśród debiutantów: 78 punktów
  - Pierwszy skład gwiazd pierwszoroczniaków
- Mistrzostwa Świata Juniorów w Hokeju na Lodzie 2006/I Dywizja#Grupa B:
  - Pierwsze miejsce w klasyfikacji strzelców turnieju: 4 gole[21]
  - Pierwsze miejsce w klasyfikacji asystentów turnieju: 5 asyst[22]
  - Pierwsze miejsce w klasyfikacji kanadyjskiej turnieju: 9 punktów[23]
  - Trzecie miejsce w klasyfikacji +/- turnieju: +6[24]
- OHL 2006/2007:
  - Pierwsze miejsce w klasyfikacji asystentów: 91 asysty
  - Trzeci skład gwiazd
- KHL (2012/2013):
  - Mecz Gwiazd KHL (wybrany, nie wystąpił z powodu powrotu do NHL)[25]
- KHL (2013/2014):
  - Pierwsze miejsce w klasyfikacji asystentów w turnieju Puchar Nadziei: 7 asyst
- Mistrzostwa Świata w Hokeju na Lodzie 2014/Elita:
  - Jeden z trzech najlepszych zawodników reprezentacji na turnieju[26]
- Hokej na lodzie na Zimowych Igrzyskach Olimpijskich 2018 – kwalifikacje mężczyzn#Grupa D:
  - Pierwsze miejsce w klasyfikacji kanadyjskiej turnieju: 6 punktów[27]